# Râul Buba
Râul Buba este un curs de apă, afluent al râului Izvorul Lung. Acesta este localizat în întregime pe teritoriul județului Bistrița-Năsăud în România. Are o lungime de 38 kilometri. 

## Hărți
- Harta județului Bistrița
- Harta Munții Bârgău  Arhivat în 20 septembrie 2008, la Wayback Machine.
- Harta Munții Căliman  Arhivat în 11 octombrie 2008, la Wayback Machine.